# 峴港體育大學
峴港體育大學是位于越南南中部岘港市的一所全日制公办体育类大学，由越南文化、體育和旅遊部主管。

## 校史沿革
岘港体育大学肇始于1977年12月于岘港成立的中央第三体育中学，1997年7月，越南政府总理决定学校升格为岘港體育高等專科學校。2007年，升格为本科层次的岘港第三体育大学。2008年，学校成为越南文化、體育和旅遊部主管的高等院校，其名称也改成岘港体育大学。

## 现况
岘港体育大学是一所以培养体育运动人才为主的高等院校。截至2022年，岘港体育大学有教师队伍150余人，其中博士、副教授30余人；各类在校生约1,000人。共开设6个系所，可培养学士、硕士学位的人才，所设专业均具有鲜明的体育特色。